# 阿尔芒·让索内
阿尔芒·让索内（法語：Armand Gensonné，法語發音：[aʁmɑ̃ ʒɑ̃sɔne]，1758年8月10日—1793年10月31日），法国大革命时期的政治人物，国民公会吉倫特省代表，1793年处决于断头台。